# 淨光院
淨光院（1584年—1635年），本名神尾靜，又稱阿靜之方，是江戶幕府二代將軍德川秀忠的姬妾，死後被承認為側室。父親為北條氏直的家臣神尾伊予守榮加。北條家滅亡後，神尾榮加成為浪人，將女兒交給秀忠的乳母大姥局，自己則回到武藏國務農。
阿靜成為大姥局的侍女，偶然被秀忠看上，成為他的姬妾，之後懷孕。但是秀忠因為畏懼自己的正室阿江，從此疏遠阿靜。在阿靜生下一子幸松後，母子二人被大姥局安排住進武田信玄之女見性院的比丘尼宅邸。之後幸松又被送到保科家做保科正光的養子，阿靜隨之住進高遠城，從此在高遠城渡過餘生。1635年過世，法名「淨光院殿法昭日慧大姊」，原本葬在長野縣高遠町的長遠寺，後來改葬到福島縣會津若松市寶町的淨光院。